# Симхачалам
Симхачалам  — индуистский храм, посвящённый Нарасимхе — аватаре Вишну в образе человекольва. Храм расположен неподалёку от г. Вишакхапатнам в штате Андхра-Прадеш, Индия. Основное здание храма построено в орисском архитектурном стиле, а вход — в дравидийском стиле. В переводе с санскрита, симха означает «лев», а ачала — «недвижимый» (в данном случае имеется в виду холм, на котором стоит храм). Установленное в храме мурти носит название Вараха Нарасимха Свами. Мурти полностью покрыто сандаловой пастой, которую снимают только раз в году, в ходе крупного фестиваля, привлекающего в храм десятки тысяч паломников. Симхачалам является одним из 18 Нарасимха-кшетр — основных мест паломничества, связанных с божеством Нарасимхи. Симхачалам принято считать вторым самым богатым индуистским храмом в мире после Храма Тирумалы Венкатешвары в Тирупати. Время возникновения храма неизвестно. Самая ранняя надпись в храме датируется 1098 годом. 

## Галерея
|  |  |